# Mario Cervi
Mario Cervi (Crema, 25 de marzo de 1921-Milán, 17 de noviembre de 2015) fue un ensayista y periodista italiano.
Nacido en Crema, Lombardía, Cervi comenzó su carrera como periodista en 1945 colaborando con el periódico Corriere della Sera como reportero extranjero. En 1965  debutó como ensayista con Storia della guerra di Grecia («Historia de la Guerra de Grecia»), con referencias a su experiencia como oficial de infantería en Grecia durante la Segunda Guerra Mundial. Después de unos treinta años de colaboración, en 1974 dejó el Corriere della Sera para cofundar, con Indro Montanelli, el diario il Giornale, en el que fue columnista y luego también subdirector.
Con Montanelli, Cervi coescribió 13 volúmenes de Storia d'Italia y el ensayo histórico Milano ventesimo secolo. Tras seguir a Montanelli en el efímero periódico La Voce en 1994, Cervi colaboró con el periódico La Nazione y en 1997 se convirtió en redactor jefe de il Giornale, sucediendo a Vittorio Feltri. Dejó la dirección del periódico en 2001, continuando su colaboración como columnista. . También continuó su actividad como ensayista, y su último trabajo fue el libro Sprecopoli, que escribió junto con Nicola Porro en 2007.